# Finlândia-Itália em futebol
Este é o histórico dos resultados dos confrontos de futebol entre Finlândia e Itália.

## Masculino

### Seleção principal
Essas foram as partidas entre as seleções principais:
| Nº | Data                   | Cidade     | País      | Mandante  | Placar | Visitante | Competição                             |
| -- | ---------------------- | ---------- | --------- | --------- | ------ | --------- | -------------------------------------- |
| 1  | 29 de junho de 1912    | Estocolmo  | Suécia    | Itália    | 2 – 3  | Finlândia | Jogos Olímpicos de Verão de 1912       |
| 2  | 20 de julho de 1939    | Helsínquia | Finlândia | Finlândia | 2 – 3  | Itália    | Jogo Amistoso                          |
| 3  | 4 de novembro de 1964  | Génova     | Itália    | Itália    | 6 – 1  | Finlândia | Eliminatórias da Copa do Mundo de 1966 |
| 4  | 23 de junho de 1965    | Helsínquia | Finlândia | Finlândia | 0 – 2  | Itália    | Eliminatórias da Copa do Mundo de 1966 |
| 5  | 5 de junho de 1975     | Helsínquia | Finlândia | Finlândia | 0 – 1  | Itália    | Qualificações para o Euro 1976         |
| 6  | 27 de setembro de 1975 | Roma       | Itália    | Itália    | 0 – 0  | Finlândia | Qualificações para o Euro 1976         |
| 7  | 8 de junho de 1977     | Helsínquia | Finlândia | Finlândia | 0 – 3  | Itália    | Eliminatórias da Copa do Mundo de 1978 |
| 8  | 15 de outubro de 1977  | Turim      | Itália    | Itália    | 6 – 1  | Finlândia | Eliminatórias da Copa do Mundo de 1978 |
| 9  | 27 de maio de 1994     | Parma      | Itália    | Itália    | 2 – 0  | Finlândia | Jogo Amistoso                          |
| 10 | 29 de março de 2003    | Palermo    | Itália    | Itália    | 2 – 0  | Finlândia | Qualificações para o Euro 2004         |
| 11 | 11 de junho de 2003    | Helsínquia | Finlândia | Finlândia | 0 – 2  | Itália    | Qualificações para o Euro 2004         |
| 12 | 17 de novembro de 2004 | Messina    | Finlândia | Itália    | 1 – 0  | Finlândia | Jogo Amistoso                          |
| 13 | 6 de junho de 2016     | Verona     | Itália    | Itália    | 2 – 0  | Finlândia | Jogo amistoso                          |
| 14 | 23 de março de 2019    | Udine      | Itália    | Itália    | 2 – 0  | Finlândia | Qualificações para o Euro 2020         |
| 15 | 8 de setembro de 2019  | Tampere    | Finlândia | Finlândia | 1 – 2  | Itália    | Qualificações para o Euro 2020         |

#### Estatísticas
- Atualizado até 13 de abril de 2019[2]

| Equipe    | Jogos | Vitórias | Empates | Gols marcados |
| --------- | ----- | -------- | ------- | ------------- |
| Finlândia | 15    | 1        | 1       | 13            |
| Itália    | 15    | 8        | 1       | 36            |

#### Números por competição
| Competição                                         | Jogos | Vitórias da Finlândia | Empates | Vitórias da Itália | Gols da Finlândia | Gols da Itália |
| -------------------------------------------------- | ----- | --------------------- | ------- | ------------------ | ----------------- | -------------- |
| Eliminatórias da Copa do Mundo                     | 4     | 0                     | 0       | 4                  | 2                 | 17             |
| Jogo amigável                                      | 4     | 0                     | 0       | 4                  | 2                 | 8              |
| Jogos Olímpicos de Verão                           | 1     | 1                     | 0       | 0                  | 3                 | 2              |
| Qualificações para o Campeonato Europeu de Futebol | 5     | 0                     | 1       | 5                  | 0                 | 9              |
| Total                                              | 14    | 1                     | 1       | 13                 | 8                 | 36             |

#### Artilheiros
- Atualizado até 13 de abril de 2019

| Gols        | Finlândia                                                                                           | Itália |
| ----------- | --------------------------------------------------------------------------------------------------- | --- |
| 5 gols      | -                                                                                                   | Roberto Bettega |
| 4 gols      | -                                                                                                   | Sandro Mazzola |
| 3 gols      | -                                                                                                   | Silvio Piola |
| 2 gols      | -                                                                                                   | Christian Vieri |
| 1 gol       | Aatos Lehtonen, Kurt Weckstrom, Bror Wiberg, Eino Soinio, Jarl Öhman, Juhani Peltonen, Kai Haaskivi | Alessandro Del Piero, Antonio Candreva, Claudio Gentile, Daniele De Rossi, Enrico Sardi, Fabrizio Miccoli, Francesco Graziani, Francesco Totti, Franco Bontadini, Giacinto Facchetti, Gianni Rivera, Giorgio Chinaglia, Giuseppe Signori, Moise Kean, Nicoló Barella, Pierluigi Casiraghi, Romeo Benetti |
| Gols contra | -                                                                                                   | Stig Holmqvist (1) |
| Total       | 7                                                                                                   | 34 |